# Chorebus nixoni
Chorebus nixoni är en stekelart som beskrevs av Burghele 1959. Chorebus nixoni ingår i släktet Chorebus och familjen bracksteklar. Inga underarter finns listade i Catalogue of Life.